# Amalomastax subaptera
Amalomastax subaptera är en insektsart som beskrevs av Marius Descamps 1971. Amalomastax subaptera ingår i släktet Amalomastax och familjen Euschmidtiidae. Inga underarter finns listade i Catalogue of Life.